# Tour de Limousin 2013
La 46.ª edición del Tour de Limousin se disputó entre el 20 al 23 de agosto de 2013.
Estuvo inscrita en el UCI Europe Tour 2011-2012, dentro de la categoría 2.1 descendiendo tras haber estado dos años seguidos como 2.HC.
Tomaron parte en la carrera 19 equipos: 5 de categoría UCI ProTour (Vacansoleil-DCM Pro Cycling Team, FDJ.fr, Ag2r La Mondiale, Euskaltel Euskadi y Team Movistar); 11 de categoría Profesional Continental (Team Europcar, Sojasun, Cofidis, le Crédit en Ligne, Bretagne-Séché Environnement, Accent Jobs-Wanty, Crelan-Euphony, IAM Cycling, Vini Fantini-Selle Italia, Androni Giocattoli-Venezuela, CCC Polsat Polkowice y Bardiani Valvole-CSF Inox); y los 3 franceses de categoría Continental (BigMat-Auber 93, Roubaix-Lille Métropole y La Pomme Marseille).
El ganador final fue Martin Elmiger (quien además se hizo con la primera etapa). Le acompañaron en el podio Yukiya Arashiro y Andrea Di Corrado respectivamente.
El las otras clasificaciones secundarias se impusieron Frédéric Brun (montaña), Théo Vimpère (puntos), Anthony Delaplace (jóvenes) y Bretagne-Séché Environnement (equipos).

## Etapas
| Etapa     | Fecha        | Recorrido            | km    | Ganador            | Líder          |
| --------- | ------------ | -------------------- | ----- | ------------------ | -------------- |
| 1.ª etapa | 20 de agosto | Limoges-Rochechouart | 168   | Martin Elmiger     | Martin Elmiger |
| 2.ª etapa | 21 de agosto | Rochechouart-Ambazac | 185,7 | Andrea Pasqualon   | Martin Elmiger |
| 3.ª etapa | 22 de agosto | Ussac-Chamboulive    | 182,9 | Matthieu Ladagnous | Martin Elmiger |
| 4.ª etapa | 23 de agosto | Bourganeuf-Limoges   | 178,8 | Stéphane Rossetto  | Martin Elmiger |

## Clasificaciones finales

### Clasificación general
| Posición | Ciclista            | Equipo                       | Tiempo          |
| -------- | ------------------- | ---------------------------- | --------------- |
|          | Martin Elmiger      | IAM Cycling                  | 18h 06 min 53 s |
| 2        | Yukiya Arashiro     | Europcar                     | a 3 s           |
| 3        | Andrea Di Corrado   | Bardiani Valvole-CSF Inox    | a 18 s          |
| 4        | Sergey Lagutin      | Vacansoleil-DCM              | a 25 s          |
| 5        | Yannick Martinez    | La Pomme Marseille           | a 28 s          |
| 6        | Guillaume Bonnafond | Ag2r La Mondiale             | a 31 s          |
| 7        | Pierrick Fédrigo    | FDJ.fr                       | a 31 s          |
| 8        | Arnaud Gérard       | Bretagne-Séché Environnement | a 38 s          |
| 9        | Anthony Delaplace   | Sojasun                      | a 40 s          |
| 10       | Romain Lemarchand   | Cofidis, le Crédit en Ligne  | a 43 s          |

### Clasificación de la montaña
| Posición | Ciclista          | Equipo             | Puntos |
| -------- | ----------------- | ------------------ | ------ |
|          | Frédéric Brun     | Ag2r La Mondiale   | 20     |
| 2        | Théo Vimpère      | BigMat-Auber 93    | 11     |
| 3        | Thomas Rostollan  | La Pomme Marseille | 8      |
| 4        | Giovanni Visconti | Movistar           | 6      |
| 5        | Antoine Lavieu    | La Pomme Marseille | 6      |

### Clasificación por puntos
| Posición | Ciclista          | Equipo            | Puntos |
| -------- | ----------------- | ----------------- | ------ |
|          | Théo Vimpère      | BigMat-Auber 93   | 8      |
| 2        | Anthony Geslin    | FDJ.fr            | 6      |
| 3        | Christophe Riblon | Ag2r La Mondiale  | 6      |
| 4        | Ricardo García    | Euskaltel Euskadi | 6      |
| 5        | Pim Ligthart      | Vacansoleil-DCM   | 5      |

### Clasificación de los jóvenes
| Posición | Ciclista           | Equipo            | Puntos          |
| -------- | ------------------ | ----------------- | --------------- |
|          | Anthony Delaplace  | Sojasun           | 18h 07 min 33 s |
| 2        | Théo Vimpère       | BigMat-Auber 93   | a 32 s          |
| 3        | Maurits Lammertink | Vacansoleil-DCM   | a 33 s          |
| 4        | Pello Bilbao       | Euskaltel Euskadi | a 40 s          |
| 5        | Rudy Molard        | Cofidis           | a 40 s          |

### Clasificación por equipos
| Posición | Equipo                       | Tiempo          |
| -------- | ---------------------------- | --------------- |
|          | Bretagne-Séché Environnement | 54h 23 min 26 s |
| 2        | IAM Cycling                  | a 3 s           |
| 3        | Vacansoleil-DCM              | a 6 s           |
| 4        | Bardiani Valvole-CSF Inox    | a 7 s           |
| 5        | Sojasun                      | a 14 s          |